# میناگون گوش‌سیاه
میناگون گوش‌سیاه (نام علمی: Manorina melanotis) یک عسل‌خوار در حال انقراض است که بومی جنگل‌های مالی در جنوب شرقی استرالیا است.
مناطق مهم پرندگان (و تنوع زیستی)، که توسط انجمن جهانی پرندگان که برای حفاظت از میناگون‌های گوش‌سیاه مهم شناخته شده است، مناطقی هستند که دارای جنگل‌های به‌نسبت سالم و دست‌نخورده در شمال غربی ویکتوریا و جنوب شرقی استرالیای جنوبی هستند. آنها شامل موری-سانست، هاتا و آنولو، ریورلند مالی، و وایپرفلد، بیابان بزرگ و نگارکات هستند.